# Stara Wieś (Puczyce)
Stara Wieś – część wsi Puczyce w Polsce położona w województwie mazowieckim, w powiecie łosickim, w gminie Platerów.
W latach 1975–1998 Stara Wieś należała administracyjnie do województwa bialskopodlaskiego.